# Peces modificados genéticamente
Los peces modificados genéticamente (peces MG) son organismos del clado taxonómico que incluye las clases Agnatha (peces sin mandíbula), Chondrichthyes (peces cartilaginosos) y Osteichthyes (peces óseos) cuyo material genético (ADN) ha sido alterado mediante técnicas de ingeniería genética. En la mayoría de los casos, el objetivo es introducir en el pez un nuevo rasgo que no se da de forma natural en la especie, es decir, la transgénesis.
Los peces modificados genéticamente se utilizan en la investigación científica y como mascotas. Se están desarrollando como centinelas de contaminantes medioambientales y para su uso en la producción de alimentos de acuicultura. En 2015, el salmón AquAdvantage fue aprobado por la Administración de Drogas y Alimentos de los EE. UU. (FDA) para la producción, venta y consumo comercial, convirtiéndolo en el primer animal genéticamente modificado aprobado para el consumo humano. Algunos peces MG que se han creado tienen promotores que impulsan una sobreproducción de la hormona de crecimiento "para todos los peces". Esto da como resultado una espectacular mejora del crecimiento en varias especies, como los salmónidos, las carpas y las tilapias.
Los críticos se han opuesto a los peces modificados genéticamente por varios motivos, entre ellos preocupaciones ecológicas, de bienestar animal y respecto a si su uso como alimento es seguro y si los peces modificados genéticamente son necesarios para ayudar a cubrir las necesidades alimentarias del mundo.

## Historia y proceso
Los primeros peces transgénicos se produjeron en China en 1985. En 2013, se habían modificado genéticamente unas 50 especies de peces. Esto ha dado lugar a más de 400 combinaciones pez/rasgo. La mayoría de las modificaciones se han realizado en especies alimentarias, como el salmón del Atlántico (Salmo salar), la tilapia (género) y la carpa común (Cyprinus carpio).
En general, la modificación genética implica la manipulación del ADN. El proceso se conoce como cisgénesis cuando se transfiere un gen entre organismos que podrían criarse convencionalmente, o transgénesis cuando se añade un gen de una especie a otra diferente. La transferencia de genes al genoma del organismo deseado, como los peces en este caso, requiere un vector como un lentivirus o la inserción mecánica/física de los genes alterados en el núcleo del huésped mediante una microjeringa o una pistola de genes.

## Usos

### Investigación

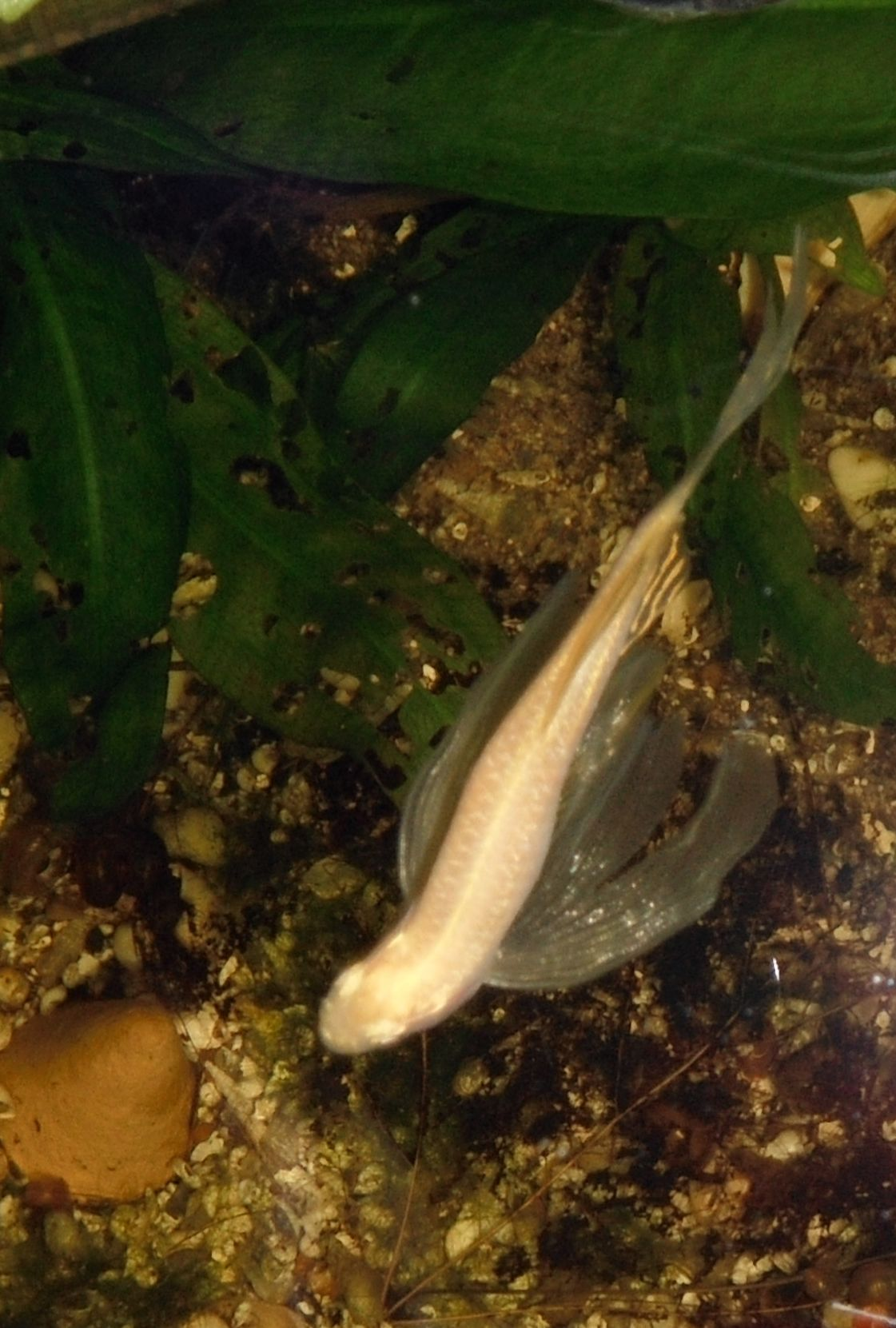
Pez cebra modificado genéticamente para tener aletas largas

Los peces transgénicos se utilizan en cinco grandes ámbitos de investigación
- Mejora de las características de los peces disponibles comercialmente
- Su uso como biorreactores para el desarrollo de proteínas biomédicamente importantes
- Su uso como indicadores de contaminantes acuáticos
- Desarrollo de nuevos modelos animales no mamíferos
- Estudios de genómica funcional

La mayoría de los peces modificados genéticamente se utilizan en investigación básica sobre genética y desarrollo. Dos especies de peces, el pez cebra (Danio rerio) y el medaka (pez arrocero japonés, Oryzias latipes), son las más comúnmente modificadas porque tienen coriones (envolturas) ópticamente transparentes, se desarrollan rápidamente, el embrión de una célula es fácil de ver y microinyectar con ADN transgénico, y el pez cebra tiene la capacidad de regenerar los tejidos de sus órganos. También se utilizan en el descubrimiento de fármacos. Se está explorando el pez cebra transgénico para descubrir enfermedades de los tejidos de los órganos humanos y misterios sobre fallos. Por ejemplo, el pez cebra se utiliza para comprender la reparación y regeneración del tejido cardiaco con el fin de estudiar y descubrir curas para las enfermedades cardiovasculares.
La trucha arco iris transgénica (Oncorhynchus mykiss) se ha desarrollado para estudiar el desarrollo muscular. El transgén introducido provoca la aparición de fluorescencia verde en las fibras musculares de contracción rápida al principio del desarrollo, que persiste durante toda la vida. Se ha sugerido que los peces podrían utilizarse como indicadores de contaminantes acuáticos u otros factores que influyan en el desarrollo.
En la piscicultura intensiva, los peces se crían con altas densidades de población. Esto significa que sufren la transmisión frecuente de enfermedades contagiosas, un problema que se está abordando con la investigación transgénica. La carpa herbívora (Ctenopharyngodon idella) ha sido modificada con un transgén que codifica la lactoferrina humana, lo que duplica su tasa de supervivencia con respecto a los peces de control tras la exposición a la bacteria Aeromonas y al virus de la hemorragia de la carpa herbívora. La cecropina se ha utilizado en bagres de canal para aumentar de 2 a 4 veces su protección contra varias bacterias patógenas.

### Ocio

#### Mascotas
GloFish es una tecnología patentada que permite a los peces transgénicos (tetra, barbo, pez cebra) expresar proteínas de medusas y corales marinos que les confieren colores fluorescentes rojos, verdes o naranjas brillantes cuando se observan con luz ultravioleta. Aunque los peces se crearon y patentaron originalmente para la investigación científica en la Universidad Nacional de Singapur, una empresa de Texas, Yorktown Technologies, obtuvo los derechos para comercializarlos como mascotas. Se convirtieron en el primer animal modificado genéticamente disponible públicamente como mascota cuando se pusieron a la venta en 2003. Rápidamente se prohibió su venta en California, pero ahora vuelven a estar a la venta en este estado. Desde 2013, los Glofish solo se venden en Estados Unidos.
Otras líneas transgénicas de peces de compañía son los Medaka, que permanecen transparentes durante toda su vida, y los peces ángel (Pterophyllum scalare) y cabeza de león transgénicos de color rosa que expresan la proteína roja fluorescente del coral Acropora (Acroporo millepora).
El transgén de la proteína anticongelante de tipo III de la faneca oceánica se ha microinyectado y expresado con éxito en peces de colores. Los peces de colores transgénicos mostraron una mayor tolerancia al frío en comparación con los controles.

### Alimentación
Uno de los ámbitos de investigación intensiva con peces transgénicos ha sido el aumento de la producción de alimentos mediante la modificación de la expresión de la hormona del crecimiento (GH). Los aumentos relativos del crecimiento varían según la especie(Figura 1) y van desde la duplicación del peso hasta peces casi 100 veces más pesados que los salvajes a una edad comparable. Este campo de investigación ha dado lugar a un aumento espectacular del crecimiento en varias especies, como el salmón, la trucha y la tilapia. Otras fuentes indican que el crecimiento del salmón y la locha de fango se multiplica por 11 y 30, respectivamente, en comparación con los peces salvajes. El desarrollo de peces transgénicos ha llegado a tal punto que varias especies están listas para comercializarse en distintos países, por ejemplo, la tilapia transgénica en Cuba, la carpa transgénica en la República Popular China y el salmón transgénico en EE. UU. y Canadá. En 2014, se informó de que se habían presentado solicitudes para la aprobación de peces transgénicos como alimento en Canadá, China, Cuba y Estados Unidos.
La sobreproducción de GH de la glándula pituitaria aumenta la tasa de crecimiento principalmente por un aumento del consumo de alimento por parte de los peces, pero también por un aumento de entre el 10 y el 15% de la eficiencia de conversión del alimento.
Otro enfoque para aumentar la producción de carne en peces transgénicos es el "doble musculación". El resultado es un fenotipo similar al del ganado azul belga en la trucha arco iris. Se consigue utilizando transgenes que expresan follistatina, que inhibe la miostatina, y el desarrollo de dos capas musculares.

#### Salmón AquAdvantage
En noviembre de 2015, la FDA de EE. UU. aprobó el salmón AquAdvantage creado por AquaBounty para su producción comercial, venta y consumo. Es el primer animal modificado genéticamente que se aprueba para el consumo humano. El pez es esencialmente un salmón del Atlántico con un único complejo genético insertado: un gen regulador de la hormona del crecimiento procedente de un salmón Chinook con una secuencia promotora de una faneca oceánica. Esto permite al salmón transgénico producir GH durante todo el año, en lugar de hacer una pausa durante parte del año como hace el salmón atlántico salvaje. El salmón salvaje tarda entre 24 y 30 meses en alcanzar el tamaño comercial (4-6 kg), mientras que el salmón modificado genéticamente necesita 18 meses para lograrlo. AquaBounty argumenta que su salmón modificado genéticamente puede cultivarse más cerca de los mercados finales con mayor eficacia (necesitan un 25% menos de alimento para alcanzar el peso de mercado) que el salmón atlántico, que actualmente se cría en piscifactorías costeras remotas, por lo que es mejor para el medio ambiente, con residuos reciclados y menores costes de transporte.
Para evitar que los peces modificados genéticamente se reproduzcan inadvertidamente con salmones salvajes, todos los peces criados para la alimentación son hembras, triploides, y el 99% son reproductivamente estériles. Los peces se crían en una instalación en Panamá con barreras físicas y contención geográfica, como temperaturas del río y del océano demasiado altas para favorecer la supervivencia del salmón, para evitar que se escape. La FDA ha determinado que AquAdvantage no tendría un efecto significativo sobre el medio ambiente en Estados Unidos. También se está preparando una piscifactoría en Indiana, donde la FDA ha aprobado la importación de huevos de salmón. Desde agosto de 2017, el salmón transgénico se vende en Canadá. Las ventas en Estados Unidos comenzaron en mayo de 2021.

### Detección de contaminación acuática (potencial)
Varios grupos de investigación han estado desarrollando peces cebra modificados genéticamente para detectar la contaminación acuática. El laboratorio que desarrolló el GloFish pretendía originalmente que cambiaran de color en presencia de contaminantes, como centinelas medioambientales. Equipos de la Universidad de Cincinnati y la Universidad de Tulane han desarrollado peces modificados genéticamente con el mismo fin.
Se han utilizado varios métodos transgénicos para introducir ADN diana en el pez cebra con fines de vigilancia medioambiental, como la microinyección, la electroporación, el bombardeo con cañón de partículas, la transferencia génica mediada por liposomas y la transferencia génica mediada por espermatozoides. La microinyección es el método más utilizado para producir peces cebra transgénicos, ya que produce la tasa de supervivencia más elevada.

## Regulación
La regulación de la ingeniería genética se refiere a los planteamientos adoptados por los gobiernos para evaluar y gestionar los riesgos asociados al desarrollo y la liberación de cultivos modificados genéticamente. Existen diferencias en la regulación de los OMG entre países, siendo algunas de las más marcadas las que se dan entre EE. UU. y Europa. La regulación varía en un país determinado en función del uso previsto de los productos de la ingeniería genética. Por ejemplo, un pez no destinado a uso alimentario no suele ser revisado por las autoridades responsables de la seguridad alimentaria.
Las directrices de la FDA estadounidense para la evaluación de animales transgénicos definen las construcciones transgénicas como "medicamentos" regulados por las disposiciones sobre medicamentos para animales de la Ley Federal de Alimentos y Cosméticos. Esta clasificación es importante por varias razones, entre ellas que sitúa todos los permisos de animales transgénicos destinados a la alimentación bajo la jurisdicción del Centro de Medicina Veterinaria (CVM) de la FDA e impone límites a la información que la FDA puede hacer pública y, además, evita un proceso de revisión de la seguridad alimentaria más abierto.
Los estados norteamericanos de Washington y Maine han impuesto prohibiciones permanentes a la producción de peces transgénicos.

## Controversia
Los críticos se han opuesto al uso de la ingeniería genética per se por varios motivos, entre ellos preocupaciones éticas, ecológicas (especialmente sobre el flujo de genes) y económicas, suscitadas por el hecho de que las técnicas y organismos modificados genéticamente están sujetos a la ley de propiedad intelectual. Los OMG también están envueltos en controversias sobre los alimentos transgénicos con respecto a si su uso es seguro, si exacerbaría o causaría alergias a los peces, si deberían etiquetarse y si los peces y cultivos transgénicos son necesarios para hacer frente a las necesidades alimentarias del mundo. Estas controversias han dado lugar a litigios, disputas comerciales internacionales y protestas, y a una regulación restrictiva de los productos comerciales en la mayoría de los países.
Hay muchas dudas entre el público sobre los animales modificados genéticamente en general. Se cree que la aceptación de los peces modificados genéticamente por el público en general es la más baja de todos los animales modificados genéticamente utilizados para la alimentación y la industria farmacéutica.

### Preocupaciones éticas
Los peces transgénicos de crecimiento rápido modificados genéticamente para la hormona del crecimiento varían mucho en su tasa de crecimiento, lo que refleja la proporción y distribución muy variables de las células transgénicas en sus cuerpos. Los peces con s altas tasas de crecimiento (y su progenie) a veces desarrollan una anomalía morfológica similar a la acromegalia en humanos, mostrando una cabeza agrandada en relación con el cuerpo y un opérculo abultado. Esto empeora progresivamente a medida que el pez envejece. Puede interferir en la alimentación y, en última instancia, causar la muerte. Según un estudio encargado por Compassion in World Farming, las anomalías son probablemente consecuencia directa de la sobreexpresión de la hormona del crecimiento y se han observado en el salmón coho, la trucha arco iris, la carpa común, el bagre de canal y la locha transgénicos, pero en menor medida en la tilapia del Nilo.
En el salmón coho modificado genéticamente (Oncorhynchus kisutch) se producen cambios morfológicos y alteraciones de la alometría que provocan una reducción de la capacidad natatoria. También muestran un comportamiento anormal, como un aumento de los niveles de actividad con respecto a la ingesta de alimento y la natación. Otros peces transgénicos muestran una disminución de la capacidad natatoria, probablemente debido a la forma del cuerpo y a la estructura muscular.
Los peces triploides modificados genéticamente son más susceptibles al estrés térmico, presentan una mayor incidencia de deformidades (por ejemplo, anomalías en el ojo y la mandíbula inferior) y son menos agresivos que los diploides. Otras preocupaciones sobre el bienestar de los peces transgénicos incluyen un mayor estrés en condiciones de falta de oxígeno causado por una mayor necesidad de oxígeno. Se ha demostrado que las muertes por bajos niveles de oxígeno ( hipoxia ) en el salmón coho son más pronunciadas en los transgénicos. Se ha sugerido que el aumento de la sensibilidad a la hipoxia es causado por la inserción del conjunto adicional de cromosomas que requiere un núcleo más grande que, por lo tanto, provoca una célula más grande en general y una reducción en la relación de área de superficie a volumen de la célula.

### Preocupaciones ecológicas

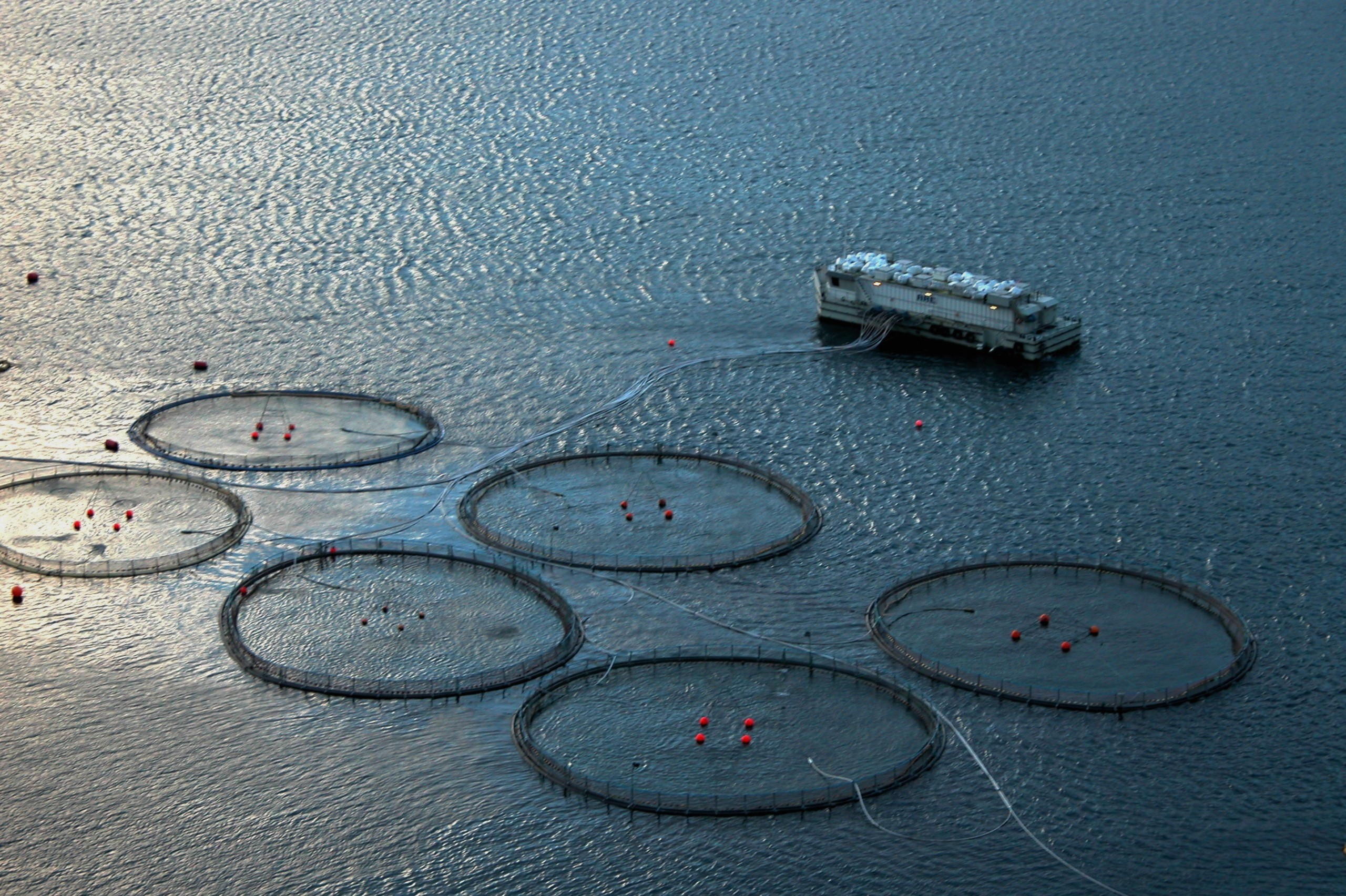
Una empresa de acuicultura

Los peces transgénicos suelen desarrollarse en cepas de origen casi salvaje. Éstas tienen una excelente capacidad para cruzarse consigo mismas o con parientes salvajes y, por lo tanto, poseen una importante posibilidad de establecerse en la naturaleza en caso de escapar a las medidas de contención bióticas o abióticas.
Se ha expresado una amplia gama de preocupaciones sobre las consecuencias de la fuga de peces modificados genéticamente. Para los poliploides, éstas incluyen el grado de esterilidad, la interferencia con el desove, la competencia con los recursos sin contribuir a las generaciones posteriores. En el caso de los transgénicos, las preocupaciones incluyen las características del genotipo, la función del gen, el tipo de gen, el potencial para causar efectos pleiotrópicos, el potencial para interactuar con el resto del genoma, la estabilidad de la construcción, la capacidad de la construcción de ADN para transponerse dentro o entre genomas
Un estudio, que utiliza datos pertinentes sobre el ciclo vital de la medaka japonesa (Oryzias latipes), predice que un transgén introducido en una población natural por un pequeño número de peces transgénicos se propagará como resultado de una mayor ventaja en el apareamiento, pero la menor viabilidad de la descendencia provocará finalmente la extinción local de ambas poblaciones. El salmón plateado transgénico muestra un comportamiento más arriesgado y un mejor aprovechamiento de los alimentos limitados que los peces salvajes.
El salmón coho transgénico tiene una mayor capacidad de alimentación y crecimiento, lo que puede dar lugar a un tamaño corporal considerablemente mayor (>7 veces) en comparación con el salmón no transgénico. Cuando salmones transgénicos y no transgénicos compiten en el mismo recinto por distintos niveles de alimento, los individuos transgénicos superan sistemáticamente a los no transgénicos. Cuando la abundancia de alimento es baja, surgen individuos dominantes, invariablemente transgénicos, que muestran un fuerte comportamiento agonístico y caníbal y dominan la adquisición de los limitados recursos alimenticios. Cuando la disponibilidad de alimento es baja, todos los grupos que contienen salmones transgénicos experimentan colapsos poblacionales o extinciones completas, mientras que los grupos que sólo contienen salmones no transgénicos tienen buenas tasas de supervivencia (72%). Esto ha llevado a sugerir que estos peces transgénicos sobrevivirán mejor que los salvajes cuando las condiciones sean muy malas.
Se ha descrito la hibridación artificial transgénica entre dos especies de locha (género Misgurnus), pero no se sabe que estas especies se hibriden de forma natural.
Los GloFish no se consideraron una amenaza para el medio ambiente porque eran menos aptos que los peces cebra normales, incapaces de establecerse en estado salvaje en EE. UU.

#### Salmón AquAdvantage
La FDA ha declarado que el salmón AquAdvantage puede contenerse de forma segura en tanques terrestres con escaso riesgo de escape a la naturaleza; sin embargo, Joe Perry, antiguo presidente del grupo de expertos en transgénicos de la Autoridad Europea de Seguridad Alimentaria, ha declarado que "sigue habiendo una preocupación ecológica legítima por las posibles consecuencias si estos salmones transgénicos escapan a la naturaleza y se reproducen, a pesar de las garantías de la FDA sobre contención y esterilidad, ninguna de las cuales puede garantizarse".
AquaBounty indica que sus salmones transgénicos no pueden cruzarse con peces salvajes porque son triploides, lo que los hace estériles. La posibilidad de que haya triploides fértiles es uno de los principales inconvenientes de que la triploidía se utilice como medio de biocontención para los peces transgénicos. Sin embargo, se calcula que el 1,1% de los huevos siguen siendo diploides y, por tanto, capaces de reproducirse, a pesar del proceso de triploidía. Otros han afirmado que el proceso de esterilidad tiene una tasa de fracaso del 5%. Los ensayos a gran escala que utilizan presión normal, alta presión, o alta presión más huevos envejecidos para el salmón coho transgénico, dan frecuencias de triploidía de sólo el 99,8%, 97,6% y 97,0%, respectivamente. AquaBounty también hace hincapié en que su salmón transgénico no sobreviviría en condiciones salvajes debido a las ubicaciones geográficas donde se lleva a cabo su investigación, así como a las ubicaciones de sus piscifactorías.
El transgén GH puede transmitirse mediante la hibridación del salmón transgénico AquAdvantage y la trucha marrón silvestre (Salmo trutta), estrechamente emparentada. Los híbridos transgénicos son viables y crecen más rápidamente que los salmones transgénicos y otros cruces de tipo salvaje en condiciones que emulan un criadero. En mesocosmos de arroyos diseñados para simular condiciones naturales, los híbridos transgénicos expresan dominancia competitiva y suprimen el crecimiento del salmón transgénico y no transgénico en un 82% y un 54%, respectivamente. Los niveles naturales de hibridación entre estas dos especies pueden llegar al 41%. Los investigadores que examinaron esta posibilidad concluyeron: "En última instancia, sugerimos que la hibridación de peces transgénicos con especies estrechamente emparentadas representa riesgos ecológicos potenciales para las poblaciones salvajes y una posible vía para la introgresión de un transgén, por baja que sea la probabilidad, en una nueva especie en la naturaleza."
Un artículo publicado en la revista Slate en diciembre de 2012 por Jon Entine, director del Proyecto de Alfabetización Genética, criticaba a la Administración Obama por impedir la publicación de la evaluación ambiental (EA) del salmón AquAdvantage, que se completó en abril de 2012 y que concluía que "el salmón es seguro para el consumo y no plantea riesgos ambientales graves." El artículo de Slate decía que la publicación del informe se detuvo "tras reuniones con la Casa Blanca, que estaba debatiendo las implicaciones políticas de aprobar el salmón transgénico, una medida que probablemente enfurecería a una parte de su base". Pocos días después de la publicación del artículo y menos de dos meses después de las elecciones, la FDA publicó el borrador de la EA y abrió el periodo de comentarios.